# Fagraea crenulata
Fagraea crenulata är en gentianaväxtart som beskrevs av Alexander Carroll Maingay och Charles Baron Clarke. Fagraea crenulata ingår i släktet Fagraea och familjen gentianaväxter. Inga underarter finns listade i Catalogue of Life.